# Theo van Gogh (obchodník)

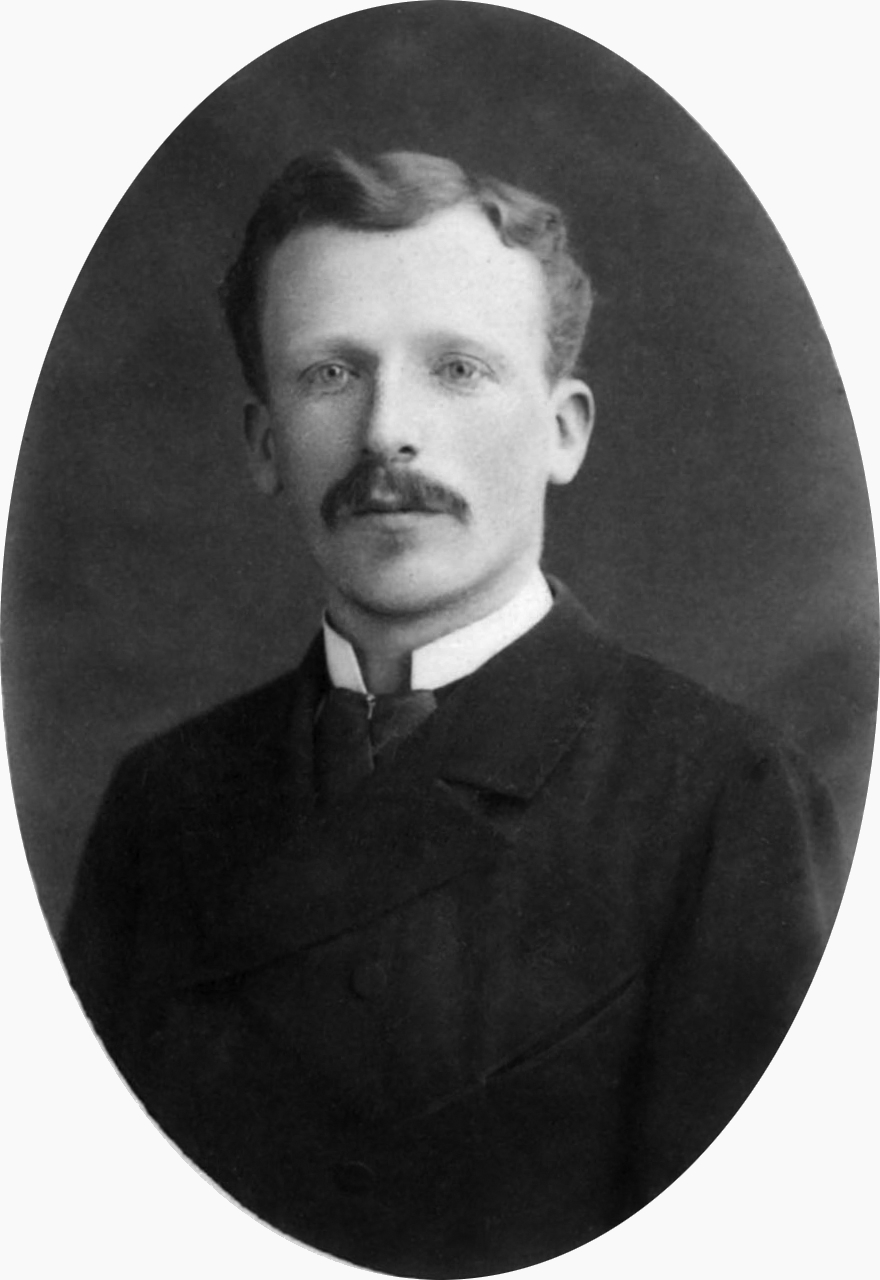
Theo van Gogh (Foto Ernest Ladrey kol. r. 1888)

Theodorus (Theo) van Gogh (1. května 1857, Zundert u Bredy – 25. ledna 1891, Utrecht) byl mladší bratr malíře Vincenta van Gogha (1853–1890) a významný, v Paříži působící nizozemský obchodník s obrazy. Od roku 1880 byl hlavním mecenášem Vincenta van Gogha.

## Život
Theo van Gogh se narodil jako syn faráře nizozemské reformované církve Theodora van Gogha a jeho ženy, dcery knihaře Anny Cornelie, rozené Carbentové, (1819–1907). Od roku 1872 se svým, o čtyři roky starším bratrem Vincentem udržoval rozsáhlou korespondenci. Vincent tehdy pracoval v Haagské filiálce uměleckého obchodu Goupil & Cie. 1. ledna 1873 do bruselské pobočky téhož podniku nastoupil jako učeň Theo. Zatímco Vincent v červnu přešel do londýnské filiálky, Theo začal pracovat ve filiálce haagské. Tato filiálka byla původně založena Theovým strýcem, ale později ji pro svou rozsáhlou síť uměleckých obchodů získal velký francouzský umělecký obchod Goupil. Zde se Theo jako obchodník s uměním osvědčil, a byl proto povolán do hlavního obchodu firmy v Paříži. Zde pracoval do roku 1890. Po tragické smrti svého bratra Vincenta van Gogha podal Theo v práci výpověď; o několik týdnů později u něj propuklo šílenství, kdy se pokusil v záchvatu zuřivosti zabít svou ženu a dítě. Theo byl internován na psychiatrické klinice v Passy, odkud ho manželka odvezla na zotavenou zpět do Nizozemska. Koncem roku 1890 byl Theo raněn mrtvicí, ochrnul na polovinu těla a 25. ledna 1891 zemřel.

## Význam Thea van Gogha
Kromě děl tehdy běžného akademického umění Theo nakupoval a vystavoval jako prakticky jediný v Paříži obrazy řady dnes slavných, v té době však ještě zcela odmítaných, ba opovrhovaných malířů. Vedle bratra Vincenta jimi byli impresionisté, například Claude Monet a Edgar Degas. Z poimpresionistů pak Paul Gauguin, Paul Cézanne, Henri de Toulouse-Lautrec, Henri Rousseau, Camille Pissarro a Georges Seurat. Nákupem jejich děl je Theo výrazně finančně podporoval a přispíval k jejich popularitě. Navíc se jeho obchod stal místem setkávání a diskusí těchto tvůrců.